# Oxana Omelchuk
Oxana Omelchuk, eigentlich Oxana Omel’čuk, auch Schreibweise Oxana Omeltschuk, (* 1975 in Bjarosa, Belarussische Sozialistische Sowjetrepublik, heute Belarus) ist eine belarussische Komponistin, die in Deutschland lebt.

## Leben und Werk
Oxana Omelchuk wurde in der damals zur Belarussischen Sozialistischen Sowjetrepublik gehörenden Stadt Bjarosa geboren, die seit 1991 der neu gegründeten Republik Belarus angehört. Sie lebt inzwischen in Deutschland. Nach ihrer schulischen Ausbildung studierte sie an der Hochschule für Musik in Köln im Fach Komposition bei Professor Johannes Fritsch und im Fach Elektronische Komposition bei Professor Michael Beil. Omelchuk schloss ihr Studium mit dem Magister ab.
Sie erhielt bisher verschiedene Preise und Stipendien, wie u. a. DAAD-Stipendium 2003, Bernd-Alois-Zimmermann-Stipendium der Stadt Köln 2006, Aufenthalts-Stipendium im Künstlerdorf Schöppingen 2007, Baldreit-Stipendium der Stadt Baden-Baden 2009 und Stipendium des Kölnischen Kunstvereins 2011, sowie 2018 ein Aufenthalts-Stipendium in der Villa Aurora.
Omelchuk ist vor allem im Bereich der Neuen Musik tätig. Zahlreiche Uraufführungen ihrer Kompositionen gab es bisher unter anderem bei Festivals Neuer Musik in Wuppertal, oft in Köln (Romanischer Sommer, junge biennale, Acht Brücken), in München bei der Münchener Biennale und der musica viva sowie bei den Donaueschinger Musiktagen. Omelchuk schuf mehrere Auftragskompositionen und erhielt dazu u. a. Aufträge vom Deutschen Musikrat (DMR), vom WDR, von der Kunststiftung NRW, vom SWR und von verschiedenen Kölner Festivals und Ensembles, mit denen sie eng zusammenarbeitet. Der Deutschlandfunk brachte am 12. September 2020 ein einstündiges Porträt-Radiofeature zu ihrem musikalischen Schaffen. Zu hören ist sie auch auf Simon Rummels Album Singinging (2023).
Charakteristisch für ihre Kompositionen ist nicht das Ziel, völlig Neues zur Welt zu bringen, vielmehr „Vorhandenes, von ihr Wiedergefundenes ins Heute zu transformieren“.
Oxana Omelchuk ist verheiratet, das Ehepaar lebt und arbeitet in Köln.

## Werke
Omelchuk schuf bisher zahlreiche Kompositionen für Musiktheater, Chor, Orchester, Ensemble, Kammermusik und Soloinstrumente. Nachfolgend eine Auswahl ihrer Arbeiten aus dem Zeitraum 2004–2014:
Musiktheater
- Gescheiterte Vorstellung (für 3 Darsteller und Tonband, 2006)
- Frühlingsrufe (für 3 Sängerinnen und Tonband, 2007)
- Prinzessin auf der Erbse (für einen Puppenspieler, Mandoline, Gitarre, Singende Säge und Schlagzeug, 2007)
- Gegrüßet seist du, Kö… (Performance für orgelspielende Sängerin, 2008)

Chor
- Ubi Caritas (für Frauenchor, 2009)
- Gaunerlieder (für gemischten Chor, 2014)

Orchester
- Tschastuschka (für Orchester, 2009)
- Der Mantel-Suite (für Orchester, 2009)

Ensemble
- Quodlibet (für Flöte, Klarinette, Horn, Violine, Viola, Violoncello, Cembalo und Schlagzeug, 2006)
- Temps Dèchirès (für Ensemble: Flöte, Kontrabassklarinette, Flügelhorn, Triangel, Posaune, Harfe, Klavier, 2 Violinen, Viola, Violoncello, Kontrabass und 2 Schlagzeuger, 2008)
- Cereals (für Ensemble und Zuspiel, 2011)
- Staahaadler Affenstall (für Drumset, Ensemble und Samplepads, 2012)
- Befehl–Pferd–Pfeil (für 34 Blockflöten und Zuspiel, 2013)

Kammermusik
- Sieben Intraden (für Klarinette, Trompete, Posaune, Bassposaune, Kontrabass, Orgel und Schlagzeug, 2004)
- Canti del Paradiso (für Sopran, Flöte, Trompete, Horn, Harmonium und Schlagzeug; auf Texte der Göttlichen Komödie von Dante, 2005)
- Saltando II (für 2 Gitarren und 2 Schlagzeuger, 2008)
- „Mon Chier Amy …“ (für Viola, Violoncello, Kontrabass und Zuspiel, 2012)
- Opus 56 (für Flöte, Klarinette, Trompete und Casio-DM-100-Orchester, 2013)

Soloinstrumente
- Saltando I (für Gitarre solo, 2007)
- Sommernachtslieder (für akkordeonspielende Sängerin, 2008)
- Hommage an Clara Schumann (für Cello solo, 2009)
- Staahaadler Aff (für Schlagzeug und Samplepad, 2010)
- 5 Widmungen an die verborgenen Empfänger (für Akkordeon und Zuspiel, 2013)